# La Belle et la Bête 2
Série La Belle et la Bête
La Belle et la Bête
(1991) Le Monde magique de la Belle et la Bête
(1998)
Pour plus de détails, voir Fiche technique et Distribution.
La Belle et la Bête 2 : Le Noël enchanté ou La Belle et la Bête : Le plus beau des Noëls en Belgique ou La Belle et la Bête : Un Noël enchanté au Québec (Beauty and the Beast: The Enchanted Christmas) est film de Noël et le 52e long-métrage d'animation des studios Disney. 
Inspiré des personnages du conte de Jeanne-Marie Leprince de Beaumont (1757) et sorti directement en vidéo en 1997, il est la suite de La Belle et la Bête (1991). Il sera suivi en 1998 du Monde magique de la Belle et la Bête.
Le film se situe quelques mois après avoir retrouvé leur apparence humaine, alors que les habitants du château préparent avec joie l'arbre de Noël, sous la haute surveillance de Mme Samovar, Lumière et Big Ben. Mais tous gardent encore en mémoire le Noël de l'année précédente, bien plus tumultueux, que passa Belle, alors encore prisonnière dans le château de la Bête.

## Synopsis
Une fête de Noël a lieu au château de la Bête quelque temps après que le sort ait été rompu, auquel assiste presque tout le village. Tout en se remémorant le Noël de l'année précédente, Lumière et Big Ben se disputent sur qui a "sauvé" Noël, ce qui incite Mme Samovar à raconter l'histoire.
Il y a un an, peu de temps après que la Bête ait sauvé Belle des loups, Belle anticipe la saison de Noël à venir, tout comme les autres domestiques. Cependant, la Bête se révèle contre cette fête puisque c'est à ce moment-là qu'il a été transformé en Bête et que la rose enchantée a été mise sous le pot. Pour alléger son esprit, Belle lui apprend à patiner sur la glace. Ils sont observés depuis l'aile ouest par Forte, un orgue à tuyaux qui était autrefois le compositeur de la cour de la Bête. Or, ce dernier ne veut pas que le sort se brise car il se sent plus utile sous sa forme enchantée et envoie son petit serviteur, Fife, saboter leur nouvelle amitié, faisant s'écraser Belle et la Bête dans la neige. Puis, lorsque Belle fait un ange de neige, la Bête voit sa figure de neige comme l'ombre d'un monstre. Il rugit, bat la neige et s'en va dans un accès de rage. Alors que Fife affirme que Forte sera fier de lui, la Bête retourne dans son château dans la fureur et la dépression, laissant Belle désemparée.
Malgré les interdictions de la Bête, Belle décide de célébrer Noël sans son consentement, bien que la Bête s'ouvre progressivement à l'idée avec les conseils de Lumière. Entre-temps, Belle rencontre Forte dans l'aile ouest qui lui suggère de s'aventurer dans la forêt mystérieuse pour trouver un sapin de Noël, mais il fait ensuite croire secrètement à la Bête que Belle l'abandonne. Forte continue ensuite à manipuler la Bête qui, dans un accès de rage, détruit les décorations de Noël dans la salle à manger puis sort dehors pour chercher Belle. Pendant ce temps, Belle et quelques autres serviteurs trouvent et coupent l'arbre, mais Belle tombe dans la glace mince d'un lac et se noie presque. La Bête intervient et la sauve à temps, bien qu'il l'enferme ensuite dans sa chambre pour avoir soi-disant brisé sa promesse de ne pas partir.
Alors que Belle est réconfortée à l'intérieur du cette chambre par les serviteurs et Fife qui se sentent coupables pour ce qui s'est passé, Forte convainc la Bête de détruire sa rose, lorsqu'un pétale flotte à côté du cadeau de Noël qui est un livre d’histoire raconté par Belle. La Bête change d'avis après l'avoir lu et ignorant les avertissements de Forte, il libère Belle et donne son consentement pour célébrer son Noël. Impuissant pour prévenir l'inévitable, pensant que lorsqu'il sera à nouveau humain, il s'estompera une fois de plus en arrière-plan, Forte tente d'utiliser ses pouvoirs pour détruire le château, pensant que Belle et la Bête ne pourront pas tomber amoureux s'ils meurent. Fife affronte Forte et il apprend que son solo que Forte lui avait promis est en réalité vide depuis le début, allant même jusqu'à lui dire qu'il est de deuxième ordre et que c'est tout ce qu'il sera jamais. La Bête arrive alors pour affronter Forte, mais se retrouve impuissant face aux pouvoirs de son serviteur. Entre-temps, Belle et les autres atteignent l'aile ouest où Lumière, Big Ben et Angélique tentent de sauver la rose, tandis que Belle rejoint la Bête pour affronter Forte. Fife pointe le clavier de Forte à la Bête qui le retire, supprimant les capacités magiques de Forte. La Bête brise ensuite violemment le clavier de Forte qui, en essayant de s'éloigner du mur, le fait s'écraser au sol, le tuant sur le coup, tandis que Belle réconforte la Bête, dévastée. Bientôt, le château est réparé et Noël est célébré.
De retour dans le présent, Mme Samovar conclut que c'est Belle qui a sauvé Noël. Belle et le prince entrent dans la cour pour saluer leurs invités, offrant à Zip un livre d'histoires en cadeau. Alors que Fife, maintenant le nouveau maestro de la cour, dirige l'orchestre, le Prince et Belle partagent un moment sur le balcon, où il lui offre une rose en cadeau.

## Fiche technique
- Titre original : Beauty And The Beast : The Enchanted Christmas
- Titre français : La Belle et la Bête 2 : Le Noël enchanté
- Titre belge : La Belle et la Bête : Le plus beau des Noëls
- Titre québécois : La Belle et la Bête : Un Noël enchanté
- Réalisation : Andy Knight
- Scénario : Flip Kobler, Cindy Marcus, Bill Motz et Bob Roth
- Musique : Rachel Portman
- Producteur : Lori Forte et John C. Donkin
- Société de production : Walt Disney Television Animation
- Société de distribution : Buena Vista Home Entertainment
- Langue : anglais
- Format : Couleurs - 1,33:1 - Dolby Digital
- Durée : 68 minutes
- Dates de sortie :
  - États-Unis : 11 novembre 1997
  - France : 1998

## Distribution

### Voix originales
- Robby Benson :  la Bête
- Paige O'Hara : Belle
- Jerry Orbach : Lumière
- David Ogden Stiers : Big Ben
- Angela Lansbury : Mme Samovar
- Bernadette Peters : Angélique
- Tim Curry : Forté
- Haley Joel Osment : Zip
- Andrew Keenan Bolger : Zip (chant)
- Frank Welker : Phillippe / Sultan
- Jeff Bennett : Hache / Poussée
- Kath Soucie : Enchanteresse
- Paul Reubens : Flûte

### Voix françaises
- Emmanuel Jacomy : La Bête
- Bénédicte Lécroart : Belle
- Richard Darbois : Maestro Forté
- Jean-Claude Donda : Lumière
- Georges Berthomieu : Big Ben
- Lily Baron : Mme Samovar
- Jade Nadja Nguyen (Nadja N'Guyen) : Angélique
- Julien Bouanich : Zip
- André Valmy : La Hache
- Barbara Tissier : L'enchanteresse
- Éric Métayer : Fifre
- Thierry Ragueneau : Le Prince
- Josiane Pinson : Plumette
- Patricia Legrand : verres à vin et ornements
- Brigitte Aubry : verres à vin et ornements

### Voix québécoises
- Daniel Picard : La Bête
- Violette Chauveau : Belle
- Kathleen Sergerie : Belle (chant)
- Pascal Rollin : Lumière
- Vincent Potel : Lumière (chant)
- Alain Gélinas : Big Ben
- Élise Bertrand : Angélique
- Roxane Potvin : Angélique (chant)
- Benoit Rousseau : Maestro Forté
- Pierre Claveau : Maestro Forté (chant)
- Béatrice Picard : Mme Samovar
- François Sasseville : Piccolo
- Alexandre Clément : Zip
- Aline Pinsonneault: L'enchantresse
- Ronald France : Hache
- Pierre Bédard : Chant
- Linda Mailho : Chant

## Chansons du film
- Décorons l'arbre de Noël ou Préparons la fête au Québec (Decks The Halls) – Personnel du château
- Histoires (Stories) – Belle
- Tant qu'il y aura Noël ou Il faut croire à jamais au Québec (As Long As There's Christmas) – Belle et le personnel du château
- C'est bête l'amour ou Fuyez l'amour  au Québec (Don't Fall In Love) – Maestro Forté
- Tant qu'il y aura Noël (reprise) ou Il faut croire à jamais (reprise) au Québec – Angélique et Belle
- Les Compères hors pair ou La Crème de la crème au Québec (A Cut Above The Rest) – Lumière, Big Ben et Belle
- Tant qu'il y aura Noël (Générique) – interprété par François Mpondo et Gaëlle Hervé
- Tant qu'il y aura Noël (après le générique) – interprété par Jane Fostin dans la version originale

## Sorties vidéos
- 11 novembre 1997 - VHS (États-Unis et Canada)
- 23 novembre 1998 - VHS et Laserdisc (France)
- 3 novembre 1999 - DVD
- 27 novembre 2002 - DVD et Bipack avec La belle et la bête
- 1er décembre 2010 - DVD En Édition Exclusive

## Titre en différentes langues
- Allemand : Die Schöne und das Biest: Weihnachtszauber
- Anglais : Beauty and the Beast: The Enchanted Christmas
- Danois : Skønheden og udyret: Den fortryllede jul
- Espagnol : Bella y la bestia: Una Navidad encantada
- Finnois : Kaunotar ja hirviö: Lumottu joulu
- Italien : La Bella e la bestia: Un magico Natale
- Polonais : Piękna i Bestia: Zaczarowane Święta
- Portugais : A Bela E o Monstro: O Natal Encantado (Portugal) et A Bela E a Fera: O Natal Encantado (Brésil)
- Néerlandais : Belle en het Beest: Een Betoverend Kerstfeest
- Tchèque : Kráska a zvíre: Kouzelné vánoce